# András Németh
András Németh (Kaapstad, 9 november 2002) is een Hongaars voetballer met Zuid-Afrikaanse roots die doorgaans als centrumspits speelt. In 2020 maakte hij zijn debuut in het betaalde voetbal voor Lommel SK in de Challenger Pro League. In november 2022 debuteerde hij voor het nationale elftal van Hongarije. In 2025 volgde een transfer naar Puskás AFC. 

## Carrière

### Jeugd
Op zevenjarige leeftijd sloot Németh zich in zijn geboorteland Hongarije aan bij de Kubala Akadémia, gevestigd in de hoofdstad Boedapest. Toen hij twaalf jaar oud was, verhuisde hij naar België  en sloot hij zich begin 2015 aan bij de jeugdopleiding van de amateurclub Sporting Hasselt. Na een half jaar werd hij opgemerkt door KRC Genk, waarna hij de overstap maakte naar de jeugdacademie van de Belgische eersteklasser. Twee jaar later ondertekende hij er zijn eerste profcontract.
Aan het begin van het seizoen 2019/20 maakte Németh de overstap naar de beloften van Genk, waarmee hij deelnam aan de UEFA Youth League. In dat toernooi scoorde hij eenmaal, in de met 3–1 gewonnen thuiswedstrijd tegen Napoli. In januari 2020 werd hij voor een half seizoen uitgeleend aan Lommel SK, uitkomend in Eerste Klasse B, de op één na hoogste competitie in België. Na afloop van deze uitleenperiode keerde hij terug naar Genk, waar hij opnieuw aansloot bij de beloften. Op 14 augustus 2020 maakte de club bekend dat het contract van Németh met drie jaar werd verlengd, tot de zomer van 2023.

### KRC Genk
Vanaf het seizoen 2021/22 sloot Németh definitief aan bij het eerste elftal van KRC Genk, waar hij het rugnummer 35 kreeg toegewezen. Op 16 januari 2022 maakte hij zijn debuut in de Jupiler Pro League  en scoorde hij direct zijn eerste competitiedoelpunt in de met 4–1 gewonnen thuiswedstrijd tegen Beerschot.  Németh viel in de 89e minuut in voor Iké Ugbo en maakte één minuut later het vierde doelpunt. Genk eindigde dat seizoen op de achtste plaats, waarmee het zich plaatste voor de play-offs om Europees voetbal. Op de eerste speeldag van die nacompetitie maakte Németh het enige en beslissende doelpunt in de met 0–1 gewonnen uitwedstrijd tegen KAA Gent.
In het seizoen 2022/23 stond hij op 14 augustus voor het eerst in de basis onder de nieuwe hoofdtrainer Wouter Vrancken, tijdens de uitwedstrijd tegen Zulte Waregem. Németh speelde een belangrijke rol in de 1–4 overwinning: in de negende minuut versierde hij een strafschop, die door Bryan Heynen werd benut, en in de 25e minuut scoorde hij zelf de 0–2. In december 2022 maakte KRC Genk bekend dat er geen akkoord was bereikt over een contractverlenging. Németh werd vervolgens teruggezet naar Jong Genk, het beloftenelftal van de club. Eind januari 2023 maakte hij de overstap naar Hamburger SV, uitkomend in de 2. Bundesliga in Duitsland.

#### Verhuur aan Lommel SK
In het seizoen 2019/20 werd Németh voor een half jaar door KRC Genk verhuurd aan Lommel SK. Op 8 februari 2020 maakte hij onder trainer Peter Maes zijn officiële debuut in het profvoetbal. In de uitwedstrijd tegen OH Leuven in de Challenger Pro League viel hij in de 70e minuut in voor Mitja Krizan. Met zijn invalbeurt werd hij de jongste speler ooit op het tweede niveau van België, een record dat hij overnam van Mathéo Parmentier. Twee weken later verscheen Németh voor het eerst aan de aftrap, in een competitieduel tegen Beerschot, waarin hij de volledige 90 minuten speelde. Bij deze twee optredens bleef het, omdat de competitie kort daarop werd stilgelegd vanwege de coronapandemie. Németh keerde vervolgens vroegtijdig terug naar Genk.

### Hamburger SV
Eind januari 2023 tekende Németh een contract tot medio 2026 bij Hamburger SV. Enkele dagen later maakte hij zijn debuut in de 2. Bundesliga tijdens de met 4–2 gewonnen thuiswedstrijd tegen Eintracht Braunschweig. Trainer Tim Walter bracht hem in de 94e minuut als invaller voor Robert Glatzel. In de daaropvolgende wedstrijd, een uitduel tegen Hansa Rostock, maakte hij zijn eerste doelpunt voor de club. In de 94e minuut bepaalde hij de eindstand op 0–2 na een assist van zijn landgenoot László Bénes. In april 2023 brak hij zijn enkel, waardoor hij de rest van het seizoen moest missen. In het seizoen 2023/24 maakte Németh op 13 augustus zijn rentree tijdens de eerste ronde van de DFB-Pokal. In de met 3–4 gewonnen uitwedstrijd tegen Rot-Weiss Essen gaf hij in de 117e minuut van de verlenging een assist op Bénes, die het beslissende doelpunt maakte. Door de sterke concurrentie van spits Robert Glatzel slaagde Németh er niet in om een vaste basisspeler te worden. Ook na de komst van trainer Steffen Baumgart, die Tim Walter opvolgde, veranderde zijn rol niet. Gedurende het seizoen kwam hij onder beide trainers tot 25 invalbeurten. Kort na de start van het seizoen 2024/25 werd hij voor een jaar verhuurd aan Preußen Münster. Tijdens zijn afwezigheid wist de club na 2.555 dagen weer promotie naar de Bundesliga af te dwingen. Aan het einde van het seizoen besloot Németh, vanwege het uitblijven van perspectief op speeltijd in het eerste elftal, de club te verlaten en de overstap te maken naar Puskás AFC uit de Nemzeti Bajnokság, het hoogste Hongaars niveau.

#### Verhuur aan Preußen Münster
Vanwege een langdurige blessure van centrumspits Malik Batmaz huurde Preußen Münster Németh voor het seizoen 2024/25 als diens vervanger. Op 24 augustus 2024 maakte hij zijn debuut voor Die Adler onder trainer Sascha Hildmann in de met 0–1 verloren thuiswedstrijd tegen 1. FC Kaiserslautern.. In het Preußenstadion viel hij in de 78e minuut in voor Etienne Amenyido. Ondanks concurrentie van de ervaren IJslandse spits Hólmbert Friðjónsson, kwam Németh in de eerste seizoenshelft tot zeven basisplaatsen. Blessureleed beperkte zijn speeltijd in de tweede seizoenshelft tot nog eens twee basisoptredens. In februari brak hij tijdens een wedstrijd tegen Hamburger SV zijn hand, waardoor hij vijf wedstrijden aan de kant stond. Kort na zijn terugkeer in maart scheurde hij een spier, wat het voortijdige einde van zijn seizoen betekende. Aan het einde van het seizoen keerde hij terug naar Hamburger SV.

### Puskás Akadémia FC
In de zomer van 2025 tekende Németh een contract tot medio 2028 bij Puskás Akadémia FC, de Hongaarse club die is vernoemd naar Ferenc Puskás. Hij maakte op 27 juli zijn debuut in de OTP Bank Liga, in de met 2–1 gewonnen thuiswedstrijd tegen Kazincbarcikai SC. Németh begon op de bank en viel in de 60e minuut in voor Lamin Colley. Een week later stond hij voor het eerst in de basis, in de uitwedstrijd tegen Nyíregyháza Spartacus.

## Clubstatistieken
| Seizoen                        | Club              | Land               | Competitie      | Competitie | Competitie | Beker | Beker | Europees | Europees | Overige | Overige | Totaal | Totaal |
| Seizoen                        | Club              | Land               | Competitie      | Wed.       | Dlp.       | Wed.  | Dlp.  | Wed.     | Dlp.     | Wed.    | Dlp.    | Wed.   | Dlp.   |
| ------------------------------ | ----------------- | ------------------ | --------------- | ---------- | ---------- | ----- | ----- | -------- | -------- | ------- | ------- | ------ | ------ |
| 2019/20                        | KRC Genk          | Vlag van België    | Eerste klasse A | –          | –          | –     | –     | –        | –        | –       | –       | 0      | 0      |
| 2019/20                        | → Lommel SK       | Vlag van België    | Eerste klasse B | 2          | 0          | –     | –     | –        | –        | –       | –       | 2      | 0      |
| 2020/21                        | KRC Genk          | Vlag van België    | Eerste klasse A | –          | –          | –     | –     | –        | –        | –       | –       | 0      | 0      |
| 2021/22                        | KRC Genk          | Vlag van België    | Eerste klasse A | 5 *        | 2          | –     | –     | –        | –        | –       | –       | 5      | 2      |
| 2022/23                        | KRC Genk          | Vlag van België    | Eerste klasse A | 15         | 1          | 1     | 0     | –        | –        | –       | –       | 16     | 1      |
| 2022/23                        | Hamburger SV      | Vlag van Duitsland | 2. Bundesliga   | 11         | 2          | –     | –     | –        | –        | –       | –       | 11     | 2      |
| 2023/24                        | Hamburger SV      | Vlag van Duitsland | 2. Bundesliga   | 28         | 0          | 3     | 0     | –        | –        | –       | –       | 31     | 0      |
| 2024/25                        | → Preußen Münster | Vlag van Duitsland | 2. Bundesliga   | 20         | 0          | 1     | 0     | –        | –        | –       | –       | 21     | 0      |
| 2025/26                        | Puskás AFC        | Vlag van Hongarije | OTP Bank Liga   | 2          | 0          | 0     | 0     | 0        | 0        | 0       | 0       | 2      | 0      |
| Carrière totaal                | Carrière totaal   | Carrière totaal    | Carrière totaal | 81         | 4          | 5     | 0     | 0        | 0        | 0       | 0       | 88     | 5      |
| Bijgewerkt tot 6 augustus 2025 |                   |                    |                 |            |            |       |       |          |          |         |         |        |        |

* In het seizoen 2021/22 speelde Németh twee wedstrijden in de play-offs voor KRC Genk.

## Interlandcarrière
Németh doorliep verschillende Hongaarse nationale jeugdelftallen en nam met Hongarije –17 deel aan zowel een Europees als een wereldkampioenschap. In totaal speelde hij 47 jeugdinterlands, waarin hij 16 doelpunten wist te maken. In november 2022 maakte hij zijn debuut voor het Hongaars nationaal elftal in een oefeninterland tegen Luxemburg.

### Hongaarse jeugdelftallen
Németh speelde op 2 maart 2017 zijn eerste jeugdinterland voor Hongarije –15 met een basisdebuut onder bondscoach Sándor Preisinger, in een met 1–3 verloren thuiswedstrijd tegen Tsjechië –15. Met Hongarije –16 maakte hij op 19 oktober zijn eerste doelpunt tijdens de interland tegen Oostenrijk –16In het met 3–3 gelijkgespeelde duel scoorde hij in de 28e minuut het eerste Hongaarse doelpunt, nadat zijn ploeg met 0–3 achter had gestaan.

#### Onder-17
Met Hongarije –17 kwalificeerde Németh zich voor het Europese kampioenschap onder 17 in Ierland in 2019. Tijdens de kwalificatiereeks eindigde Hongarije als groepswinnaar, met onder meer overwinningen op Litouwen (3-0) en Servië (1-0). In de eliteronde werd een tweede plaats behaald, wat voldoende was voor deelname aan de eindronde. Németh had op het eindtoernooi een belangrijk aandeel in het bereiken van de kwartfinale. In de met 3–2 gewonnen groepswedstrijd tegen Rusland maakte hij twee doelpunten, en in de 2–1 overwinning op IJsland scoorde hij eveneens. In de kwartfinale werd Hongarije na strafschoppen uitgeschakeld door Spanje; Németh was de enige speler die zijn strafschop miste. In de wedstrijd om plaats vijf werd na strafschoppen gewonnen van België. Németh nam in die serie geen strafschop, omdat hij eerder in de reguliere speeltijd was gewisseld. Later dat jaar nam Németh met Hongarije deel aan het wereldkampioenschap onder 17 in Brazilië.. Hij speelde in alle drie de groepswedstrijden en scoorde tweemaal in de wedstrijd tegen Ecuador. Hongarije werd in de groepsfase uitgeschakeld.

#### Onder-21
In september 2020 debuteerde Németh voor Hongarije –21. Tijdens de kwalificatiereeks voor het Europees kampioenschap 2023 was hij met zeven doelpunten trefzeker. Hij scoorde driemaal tegen Polen, en tweemaal tegen zowel San Marino als Letland. Ondanks zijn inbreng eindigde Hongarije als vierde in de poule, waarmee kwalificatie voor het toernooi in Roemenië en Georgië werd misgelopen. Ook in de daaropvolgende kwalificatiereeks voor het EK 2025 in Slowakije wist Hongarije zich niet te plaatsen. Németh kwam daarin tweemaal tot scoren.   
| Jeugdinterlands van András Németh voor Hongarije () | Jeugdinterlands van András Németh voor Hongarije () | Jeugdinterlands van András Németh voor Hongarije () | Jeugdinterlands van András Németh voor Hongarije () | Jeugdinterlands van András Németh voor Hongarije () | Jeugdinterlands van András Németh voor Hongarije () |
| №                                                   | Datum                                               | Wedstrijd                                           | Uitslag                                             | Soort Wedstrijd                                     | Doelpunten                                          |
| Als speler bij Hongarije –15                        | Als speler bij Hongarije –15                        | Als speler bij Hongarije –15                        | Als speler bij Hongarije –15                        | Als speler bij Hongarije –15                        | Als speler bij Hongarije –15                        |
| --------------------------------------------------- | --------------------------------------------------- | --------------------------------------------------- | --------------------------------------------------- | --------------------------------------------------- | --------------------------------------------------- |
| 1.                                                  | 2 maart 2017                                        | Hongarije – Tsjechië                                | 1 – 3                                               | Vriendschappelijk                                   |                                                     |
| 2.                                                  | 16 mei 2017                                         | Hongarije – Zwitserland                             | 2 – 3                                               | Vriendschappelijk                                   |                                                     |
| 3.                                                  | 18 mei 2017                                         | Hongarije – Zwitserland                             | 0 – 2                                               | Vriendschappelijk                                   |                                                     |
| Als speler bij Hongarije –16                        |                                                     |                                                     |                                                     |                                                     |                                                     |
| 1.                                                  | 17 oktober 2017                                     | Hongarije – Oostenrijk                              | 0 – 5                                               | Vriendschappelijk                                   |                                                     |
| 2.                                                  | 19 oktober 2017                                     | Hongarije – Oostenrijk                              | 3 – 3                                               | Vriendschappelijk                                   | Goal                                                |
| 3.                                                  | 27 februari 2018                                    | Hongarije – Ierland                                 | 3 – 2                                               | Vriendschappelijk                                   | Goal                                                |
| 4.                                                  | 1 maart 2018                                        | Hongarije – Ierland                                 | 4 – 0                                               | Vriendschappelijk                                   |                                                     |
| 5.                                                  | 3 april 2018                                        | Hongarije – Montenegro                              | 2 – 1                                               | Vriendschappelijk                                   |                                                     |
| 6.                                                  | 5 april 2018                                        | Hongarije – Montenegro                              | 2 – 1                                               | Vriendschappelijk                                   | Goal                                                |
| Als speler bij Hongarije –17                        |                                                     |                                                     |                                                     |                                                     |                                                     |
| 1.                                                  | 7 september 2018                                    | Portugal – Hongarije                                | 4 – 2 (n.s.)                                        | Vriendschappelijk                                   |                                                     |
| 2.                                                  | 9 september 2018                                    | Hongarije – Noorwegen                               | 4 – 0                                               | Vriendschappelijk                                   |                                                     |
| 3.                                                  | 30 september 2018                                   | Hongarije – Roemenië                                | 0 – 0                                               | EK-kwalificatie 2019                                |                                                     |
| 4.                                                  | 3 oktober 2018                                      | Hongarije – Litouwen                                | 3 – 0                                               | EK-kwalificatie 2019                                |                                                     |
| 5.                                                  | 26 maart 2019                                       | Noorwegen – Hongarije                               | 0 – 1                                               | EK-kwalificatie 2019                                |                                                     |
| 6.                                                  | 29 maart 2019                                       | Hongarije – Bosnië en Herzegovina                   | 1 – 4                                               | EK-kwalificatie 2019                                |                                                     |
| 7.                                                  | 1 april 2019                                        | België – Hongarije                                  | 4 – 2                                               | EK-kwalificatie 2019                                |                                                     |
| 8.                                                  | 4 mei 2019                                          | Hongarije – Portugal                                | 1 – 0                                               | Europees kampioenschap 2019                         |                                                     |
| 9.                                                  | 7 mei 2019                                          | IJsland – Hongarije                                 | 1 – 2                                               | Europees kampioenschap 2019                         | Goal                                                |
| 10.                                                 | 10 mei 2019                                         | Rusland – Hongarije                                 | 2 – 3                                               | Europees kampioenschap 2019                         | Goal · Goal                                         |
| 11.                                                 | 13 mei 2019                                         | Hongarije – Spanje                                  | 5 – 6 (n.s.)                                        | Europees kampioenschap 2019                         |                                                     |
| 12.                                                 | 16 mei 2019                                         | Hongarije – België                                  | 6 – 5 (n.s.)                                        | Europees kampioenschap 2019                         |                                                     |
| 13.                                                 | 26 oktober 2019                                     | Nigeria – Hongarije                                 | 4 – 2                                               | Wereldkampioenschap 2019                            |                                                     |
| 14.                                                 | 30 oktober 2019                                     | Australië – Hongarije                               | 2 – 2                                               | Wereldkampioenschap 2019                            |                                                     |
| 15.                                                 | 1 november 2019                                     | Hongarije – Ecuador                                 | 2 – 3                                               | Wereldkampioenschap 2019                            | Goal · Goal                                         |
| Als speler bij Hongarije –18                        |                                                     |                                                     |                                                     |                                                     |                                                     |
| 1.                                                  | 20 augustus 2019                                    | Tsjechië – Hongarije                                | 5 – 1                                               | Vriendschappelijk                                   |                                                     |
| 2.                                                  | 21 augustus 2019                                    | Hongarije – Letland                                 | 3 – 2                                               | Vriendschappelijk                                   | Goal                                                |
| 3.                                                  | 24 augustus 2019                                    | Hongarije – Noord-Macedonië                         | 0 – 3                                               | Vriendschappelijk                                   |                                                     |
| 4.                                                  | 24 september 2019                                   | Kroatië – Hongarije                                 | 1 – 4                                               | Vriendschappelijk                                   | Goal                                                |
| 5.                                                  | 26 september 2019                                   | Kroatië – Hongarije                                 | 1 – 2                                               | Vriendschappelijk                                   | Goal                                                |
| Als speler bij Hongarije –21                        |                                                     |                                                     |                                                     |                                                     |                                                     |
| 1.                                                  | 7 september 2020                                    | Hongarije – Slovenië                                | 4 – 0                                               | Vriendschappelijk                                   |                                                     |
| 2.                                                  | 8 oktober 2021                                      | Hongarije – Polen                                   | 2 – 2                                               | EK-kwalificatie 2023                                | Goal · Goal                                         |
| 3.                                                  | 12 oktober 2021                                     | Duitsland – Hongarije                               | 1 – 5                                               | EK-kwalificatie 2023                                |                                                     |
| 4.                                                  | 12 november 2021                                    | Letland – Hongarije                                 | 1 – 0                                               | EK-kwalificatie 2023                                |                                                     |
| 5.                                                  | 16 november 2021                                    | Israël – Hongarije                                  | 3 – 0                                               | EK-kwalificatie 2023                                |                                                     |
| 6.                                                  | 24 maart 2022                                       | Hongarije – San Marino                              | 4 – 0                                               | EK-kwalificatie 2023                                | Goal · Goal                                         |
| 7.                                                  | 29 maart 2022                                       | Polen – Hongarije                                   | 1 – 1                                               | EK-kwalificatie 2023                                | Goal                                                |
| 8.                                                  | 3 juni 2022                                         | Duitsland – Hongarije                               | 4 – 0                                               | EK-kwalificatie 2023                                |                                                     |
| 9.                                                  | 7 juni 2022                                         | Letland – Hongarije                                 | 0 – 2                                               | EK-kwalificatie 2023                                | Goal · Goal                                         |
| 10.                                                 | 23 september 2022                                   | Hongarije – Bulgarije                               | 1 – 0                                               | Vriendschappelijk                                   |                                                     |
| 11.                                                 | 27 september 2022                                   | Hongarije – Litouwen                                | 1 – 0                                               | Vriendschappelijk                                   | Goal                                                |
| 12.                                                 | 7 september 2023                                    | Hongarije – Kazachstan                              | 1 – 0                                               | EK-kwalificatie 2025                                |                                                     |
| 13.                                                 | 12 september 2023                                   | Malta – Hongarije                                   | 0 – 3                                               | EK-kwalificatie 2025                                |                                                     |
| 14.                                                 | 13 oktober 2023                                     | Schotland – Hongarije                               | 3 – 1                                               | EK-kwalificatie 2025                                |                                                     |
| 15.                                                 | 21 maart 2024                                       | Hongarije – Moldavië                                | 2 – 0                                               | Vriendschappelijk                                   |                                                     |
| 16.                                                 | 26 maart 2024                                       | Kazachstan – Hongarije                              | 0 – 3                                               | EK-kwalificatie 2025                                |                                                     |
| 17.                                                 | 10 oktober 2024                                     | Hongarije – Malta                                   | 2 – 1                                               | EK-kwalificatie 2025                                | Goal                                                |
| 18.                                                 | 15 oktober 2024                                     | België – Hongarije                                  | 0 – 1                                               | EK-kwalificatie 2025                                | Goal                                                |
| Bijgewerkt tot 7 juni 2025                          |                                                     |                                                     |                                                     |                                                     |                                                     |

### Hongarije
In november 2022 werd Németh voor het eerst opgeroepen voor het Hongaars voetbalelftal. Hij maakte zijn debuut op 18 november 2022 in een oefeninterland tegen  Luxemburg. In de 58e minuut verving hij Martin Ádám. Enkele minuten later maakte hij zijn eerste interlanddoelpunt door Hongarije opnieuw op voorsprong te zetten met de 1–2. De wedstrijd eindigde uiteindelijk in een 2–2 gelijkspel. Németh kwam tweemaal in actie tijdens de kwalificatiewedstrijden voor het Europees kampioenschap 2024 in Duitsland, maar werd niet opgenomen in de definitieve selectie van bondscoach Marco Rossi voor het eindtoernooi.
| A-Interlands van András Németh voor Hongarije | A-Interlands van András Németh voor Hongarije | A-Interlands van András Németh voor Hongarije | A-Interlands van András Németh voor Hongarije | A-Interlands van András Németh voor Hongarije | A-Interlands van András Németh voor Hongarije |
| №                                             | Datum                                         | Wedstrijd                                     | Uitslag                                       | Soort Wedstrijd                               | Doelpunten                                    |
| --------------------------------------------- | --------------------------------------------- | --------------------------------------------- | --------------------------------------------- | --------------------------------------------- | --------------------------------------------- |
| 1.                                            | 17 november 2022                              | Luxemburg – Hongarije                         | 2 – 2                                         | Vriendschappelijk                             | Goal                                          |
| 2.                                            | 23 maart 2023                                 | Hongarije – Estland                           | 1 – 0                                         | Vriendschappelijk                             |                                               |
| 3.                                            | 16 november 2023                              | Hongarije – Bulgarije                         | 2 – 2                                         | EK-kwalificatie                               |                                               |
| 4.                                            | 19 november 2023                              | Hongarije – Montenegro                        | 3 – 1                                         | EK-kwalificatie                               |                                               |
| Bijgewerkt tot 20 mei 2024                    |                                               |                                               |                                               |                                               |                                               |

## Persoonlijk
Németh is geboren in Kaapstad en hij heeft een Hongaarse moeder en een Zuid-Afrikaanse vader.